# لا ديفونس (مترو باريس)
لا ديفونس (بالفرنسية: Gare de La Défense)‏ هي محطة مترو تابعة لمترو باريس تقع في فرنسا في بوتو.[بحاجة لمصدر]

## معرض صور

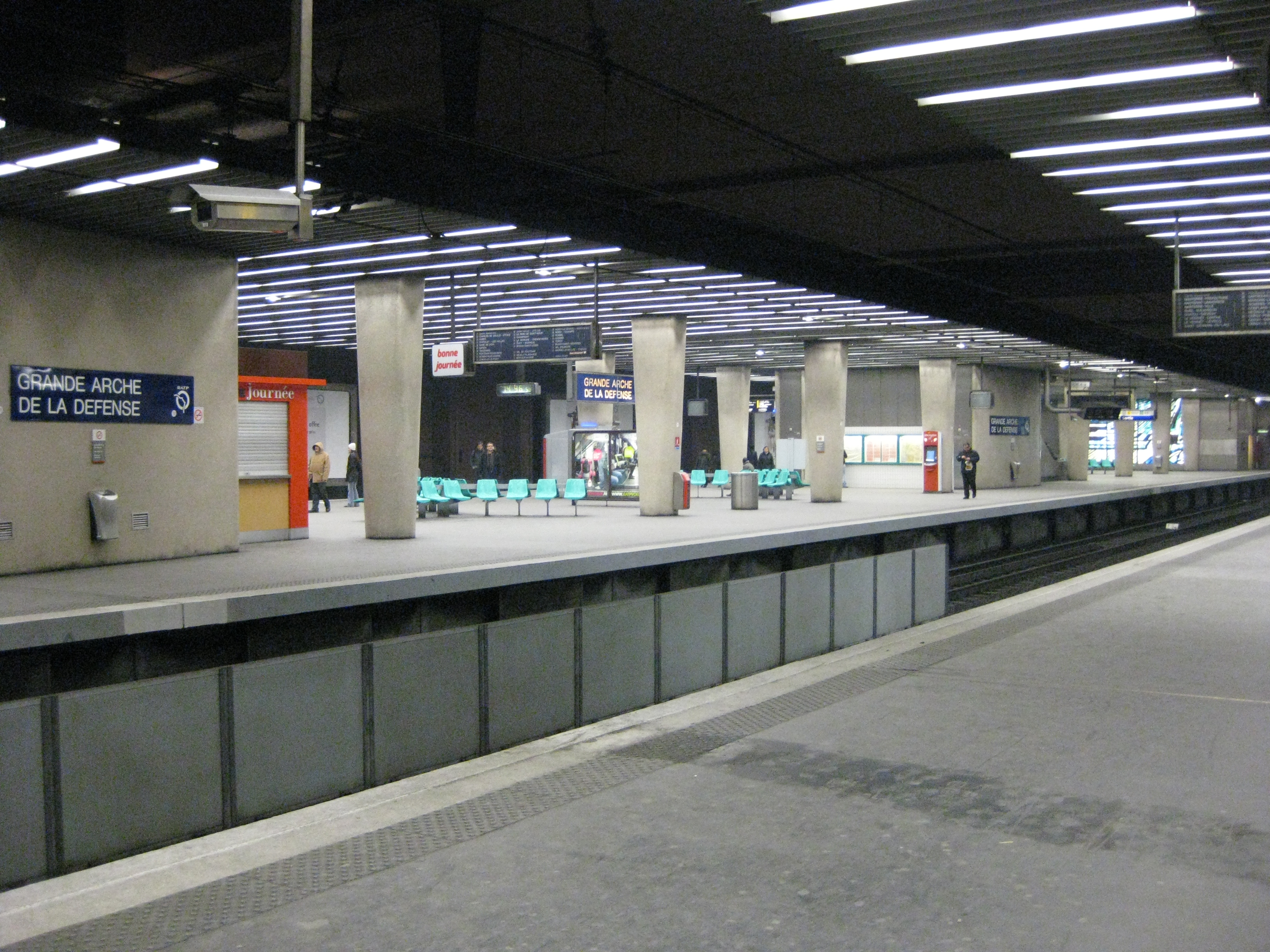
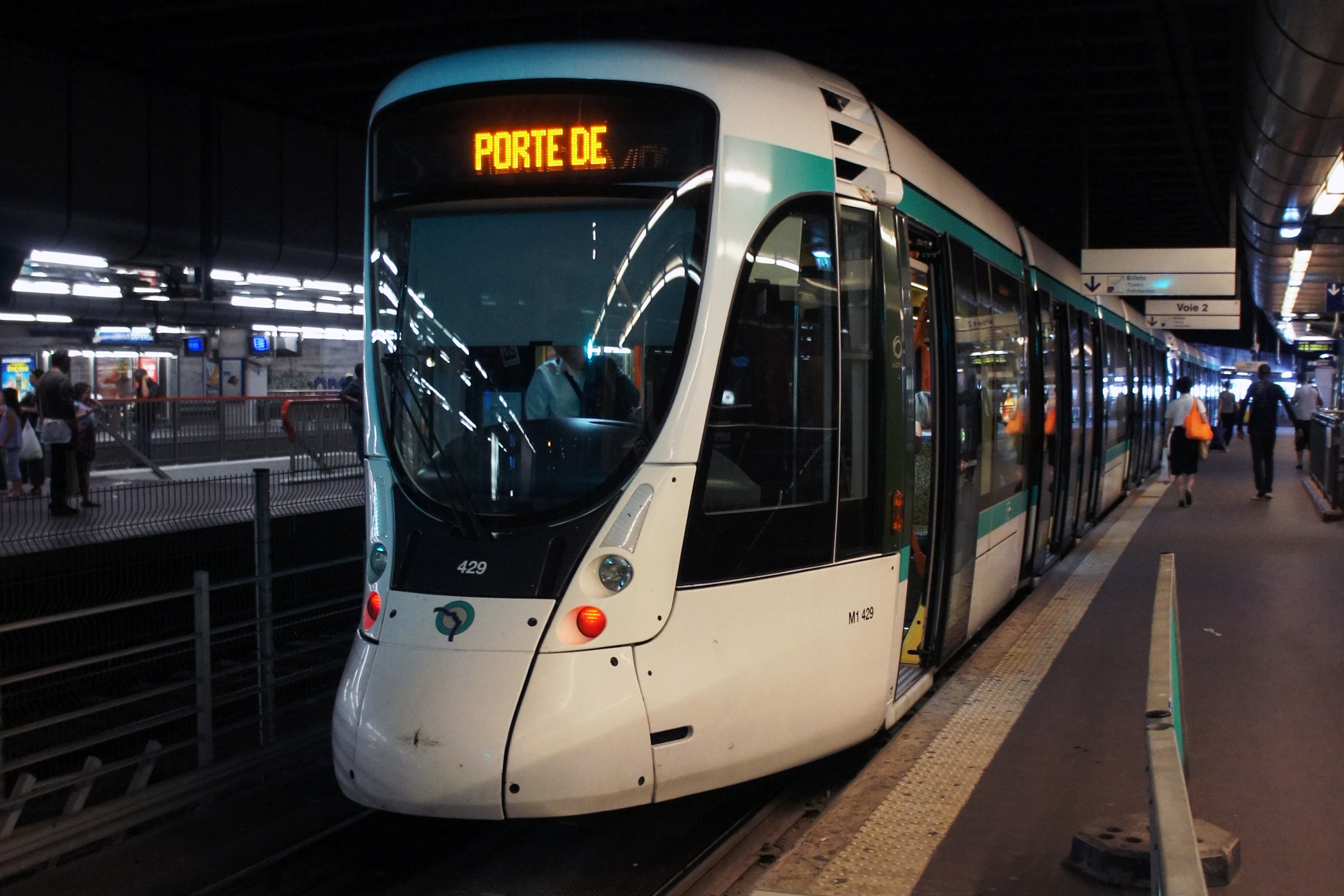
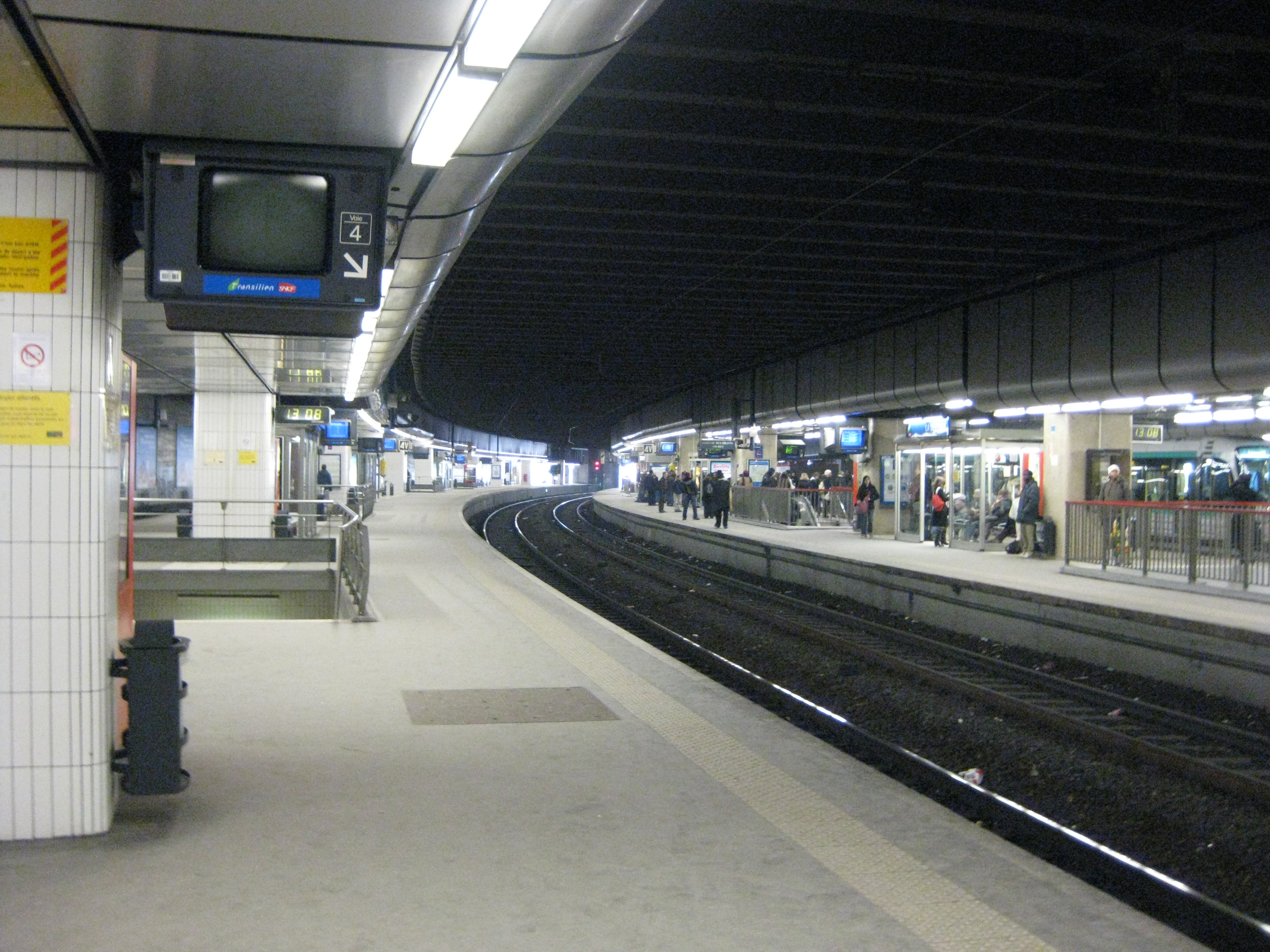